# Aeroportul Municipal Broken Bow
Aeroportul Municipal Broken Bow (IATA: BBW, ICAO: KBBW, FAA LID: BBW) este un aeroport din Nebraska, Statele Unite ale Americii ce deservește zona Broken Bow⁠(d). A fost numit după zona deservită.
Situat la o altitudine de 776 m, aeroportul dispune de 1 pistă.

## Infrastructură

### Piste
Aeroportul dispune de o singură pistă. Pista 14/32 are suprafața de beton și dimensiunile 4.203 picioare × 75 picioare. 